# ام‌وی کیینزکلیف (۱۹۸۳)
ام‌وی کیینزکلیف (۱۹۸۳) (به انگلیسی: MV Queenscliff (1983)) یک کشتی است که طول آن ۷۰٫۴ متر (۲۳۱ فوت) می‌باشد. این کشتی در سال ۱۹۸۳ ساخته شد.